# Colofón (ciudad)
Colofón (griego, Κολοφών, Kolophốn) fue una antigua ciudad griega de Jonia en Asia Menor, a la orilla del río Ales. Tenía al norte Lébedos y al sur Éfeso. La ciudad estaba cerca de la costa y tenía su puerto llamado Notio, situado al sur.

## Orígenes legendarios
Colofón fue fundada, según la leyenda, por Andremón, cuya tumba estaba al entrar en la ciudad por el lado del río Calaonte. Otra tradición mencionaba que los primeros griegos que llegaron a ese territorio, en concreto a la zona del santuario de Claros, que entonces estaba habitada por carios, fueron cretenses comandados por Racio. Racio se casó con Manto, la hija de Tiresias, que había llegado por mandato del oráculo de Delfos con otros prisioneros tebanos de cuando los argivos se apoderaron de Tebas. Hijo de ellos fue Mopso, que expulsó a los carios del territorio. Hay autores que atribuían a Mopso la fundación de Colofón. Posteriormente llegaron los jonios y, tras jurar una alianza, se establecieron junto con estos primeros griegos que ya vivían en Colofón. Damasictón y Prometo, hijos de Codro, jonios, fueron quienes reinaron hasta que Prometo mató a Damasictón y tuvo que huir a Naxos.

## Historia
Hacia el año 700 a. C. algunos ciudadanos fueron expulsados de la ciudad por motivos políticos y se dirigieron a Esmirna, que en aquella época era una ciudad eolia. Tuvieron la oportunidad de hacerse con el poder en esta ciudad mientras los esmirneos celebraban extramuros una festividad en honor de Dioniso. Finalmente se llegó a un acuerdo por el cual los habitantes originarios pudieron salir con todas sus pertenencias y dejaron la ciudad en posesión de los exiliados de Colofón. Sin embargo, los críticos suponen que esta historia se refiere al puerto de Notio y no a la ciudad alta.
La parte inferior de la ciudad de Colofón fue ocupada por Giges de Lidia hacia el 665 a. C. (otras cronologías lo adelantan 20 años). Aliates, uno de sus sucesores, ocupó Esmirna. Después fue posesión del Imperio persa y participó en la revuelta jónica; finalmente quedó en manos de Persia y en la guerra del Peloponeso los persas dominaban la ciudad alta y la discordia estalló el verano de 427 a. C. entre los ciudadanos; un partido antipersa dominaba Notio, pero incluso allí se formó una facción favorable a los persas. El partido opuesto a los persas llamó a los atenienses y el strategos (general) Paques expulsó a los persas tras lo que Colofón y Notio quedaron controlados por el partido proateniense y los refugiados en Notio pudieron volver a la ciudad alta, excepto los que habían estado a favor de los persas; los atenienses enviaron colonos a Notio donde se reunieron además otros refugiados de ciudades griegas.
En general, siguió en alianza con Atenas hasta que las ciudades jonias se sublevaron en los años finales de la guerra del Peloponeso. Hacia el año 408 a. C. fue tomada por un ejército ateniense bajo el mando de Trasilo.
A la muerte de Alejandro Magno, fue destruida por Lisímaco de Tracia, juntamente con Lébedos, y los habitantes de estas ciudades fueron trasladados a Éfeso. Los habitantes de Colofón no se resignaron, y en Éfeso continuaron oponiéndose a Lisímaco.
Antíoco III Megas en su guerra contra Roma, asedió Notio (sin éxito, 190 a. C.), ciudad a la que Tito Livio menciona como Oppidum Colophonium y dice que estaba a 3 km de la Vieja Colofón. Los colofonios que habían permanecido en Notio, por su alianza con Roma, recibieron exención de impuestos (inmunitas). Colofón no se reconstruyó y cuando en el siglo siguiente Cicerón dice que fue saqueada por los piratas se refiere sin duda a Notio, poblada por la gente de Colofón y dentro de su territorio, y antigua dependencia convertida en ciudad principal.
No se conservan casi restos de Colofón y ninguno de Notio.

## Singularidades y cultura
Colofón tenía una buena marina y sobre todo una excelente caballería; esta última tenía fama de asegurar la victoria al bando por el que combatía.
Según un escolista del Teeteto de Platón, en las asambleas de las doce ciudades jónicas que se hacían en el Panjonio, cuando había empate, el voto de Colofón era decisorio porque su voto valía el doble, porque Colofón poblaba su ciudad y la de Esmirna.
Colofón fue una de las ciudades que se atribuyó ser el lugar de nacimiento de Homero, y allí nacieron Mimnermo, un poeta elegíaco; Jenófanes, poeta ilustrado y filósofo monoteísta del siglo VI; Polimnasto, un músico y poeta; Fénix, un escritor; Hermesianax, otro escritor; Antímaco, poeta épico, Nicandro de Colofón y Apeles, afamado pintor del siglo IV a. C. El célebre filósofo Epicuro residió en Colofón durante diez años de su juventud, entre los años 321 y 311, al reunirse ahí con su familia, que venía de ser expulsada de Samos, luego de cumplir él mismo su servicio cívico como efebo durante dos años en Atenas.
Los colofonios y los efesios eran los únicos jonios que no celebraban el festival de las Apaturias debido, según Heródoto, a una imputación de asesinato. Una singularidad que los colofonios compartían con los espartanos era que realizaban sacrificios nocturnos de
cachorros de perro. Los colofonios lo hacían en honor a Enodio, mientras los espartanos los realizaban a Enialio. En su territorio se encontraba un bosque sagrado de Apolo cerca del río Ales. El célebre santuario de Claros se encontraba bajo dominio de los colofonios.
Característica de Colofón fue la resina, mencionada por Plinio el Viejo y Dioscórides como resina colofónica que pasó al francés como Colophana, y que se obtenía del monte Galesio, cercano a la ciudad, donde había grandes extensiones de bosques de pinos.